# Tirrena-Adriàtica 2023
La Tirrena-Adriàtica 2023, 58a edició de la Tirrena-Adriàtica, es disputà entre el 6 i el 12 de març de 2023 sobre un recorregut de 1.170,5 km repartits entre set etapes, la primera d'elles una contrarellotge individual. La cursa formava part de l'UCI World Tour 2023.
El vencedor final fou l'eslovè Primož Roglič (Team Jumbo-Visma), que s'imposà per 18" a João Almeida (UAE Team Emirates) i per 23 segons a Tao Geoghegan Hart (Ineos Grenadiers). Roglič guanyà tres etapes, la classificació per punts i de la muntanya i Almeida la dels joves.

## Equips
En la cursa hi van prendre part vint-i-cinc equips, els 18 equips UCI WorldTeams, més set equips de categoria UCI ProTeam.
| WorldTeams (18)- AG2R Citroën Team - Alpecin-Deceuninck - Astana Qazaqstan Team - Bahrain Victorious - Bora-Hansgrohe - Cofidis - EF Education-EasyPost - Groupama-FDJ - Ineos Grenadiers - Intermarché-Circus-Wanty - Jumbo-Visma - Movistar Team - Soudal Quick-Step - Arkéa-Samsic - Team Jayco AlUla - Team DSM - Trek-Segafredo - UAE Team Emirates ProTeams (7)- Eolo-Kometa - Green Project-Bardiani CSF-Faizanè - Israel-Premier Tech - Q36.5 Pro Cycling Team - Team Corratec - TotalEnergies - Tudor Pro Cycling Team |
| |

## Etapes
| Etapa    | Data       | Ciutats d'etapa                                     | type                      | Distància (km) | Desnivell (m) | Vencedor de l'etapa | Líder de la general |
| -------- | ---------- | --------------------------------------------------- | ------------------------- | -------------- | ------------- | ------------------- | ------------------- |
| 1a etapa | 6 de març  | Lido di Camaiore – Lido di Camaiore                 | contrarellotge individual | 11,5           | 34 m          | Filippo Ganna       | Filippo Ganna       |
| 2a etapa | 7 de març  | Camaiore – Follonica                                | etapa accidentada         | 210            | 2.601 m       | Fabio Jakobsen      | Filippo Ganna       |
| 3a etapa | 8 de març  | Follonica – Foligno                                 | etapa accidentada         | 216            | 2.601 m       | Jasper Philipsen    | Filippo Ganna       |
| 4a etapa | 9 de març  | Greccio – Tortoreto                                 | etapa de mitja muntanya   | 218            | 2.503 m       | Primož Roglič       | Lennard Kämna       |
| 5a etapa | 10 de març | Morro d'Oro – Sassotetto                            | etapa de muntanya         | 168            | 3.850 m       | Primož Roglič       | Primož Roglič       |
| 6a etapa | 11 de març | Osimo Stazione – Osimo                              | etapa accidentada         | 193            | 3.610 m       | Primož Roglič       | Primož Roglič       |
| 7a etapa | 12 de març | San Benedetto del Tronto – San Benedetto del Tronto | etapa plana               | 154            | 1.660 m       | Jasper Philipsen    | Primož Roglič       |

### Etapa 1
Lido di Camaiore – Lido di Camaiore, 6 de març, 11,5 km
| \| Classificació de l'etapa \| Classificació de l'etapa \| Classificació de l'etapa \| Classificació de l'etapa \| Classificació de l'etapa \| \| Corredor \| Corredor \| Equip \| Temps \| \| \| ------------------------ \| ------------------------ \| ------------------------ \| ------------------------ \| ------------------------ \| \| 1r \| Filippo Ganna \| Ineos Grenadiers \| 12' 28" \| \| \| 2n \| Lennard Kämna \| Bora-Hansgrohe \| + 28" \| \| \| 3r \| Magnus Sheffield \| Ineos Grenadiers \| + 31" \| \| \| 4t \| Michael Hepburn \| Team Jayco AlUla \| + 33" \| \| \| 5è \| Brandon McNulty \| UAE Team Emirates \| + 34" \| \| \| 6è \| Thymen Arensman \| Ineos Grenadiers \| + 39" \| \| \| 7è \| João Almeida \| UAE Team Emirates \| + 41" \| \| \| 8è \| Andreas Leknessund \| Team DSM \| + 41" \| \| \| 9è \| Casper Pedersen \| Soudal Quick-Step \| + 47" \| \| \| 10è \| Wilco Kelderman \| Jumbo-Visma \| + 48" \| \| |                    |                   |         |
| |                    |                   |         |
| Font: ProCyclingStats |                    |                   |         |
| Classificació de l'etapa |                    |                   |         |
| Corredor | Corredor           | Equip             | Temps   |
| 1r | Filippo Ganna      | Ineos Grenadiers  | 12' 28" |
| 2n | Lennard Kämna      | Bora-Hansgrohe    | + 28"   |
| 3r | Magnus Sheffield   | Ineos Grenadiers  | + 31"   |
| 4t | Michael Hepburn    | Team Jayco AlUla  | + 33"   |
| 5è | Brandon McNulty    | UAE Team Emirates | + 34"   |
| 6è | Thymen Arensman    | Ineos Grenadiers  | + 39"   |
| 7è | João Almeida       | UAE Team Emirates | + 41"   |
| 8è | Andreas Leknessund | Team DSM          | + 41"   |
| 9è | Casper Pedersen    | Soudal Quick-Step | + 47"   |
| 10è | Wilco Kelderman    | Jumbo-Visma       | + 48"   |

| \| Classificació general \| Classificació general \| Classificació general \| Classificació general \| Classificació general \| \| Corredor \| Corredor \| Equip \| Temps \| \| \| --------------------- \| --------------------- \| --------------------- \| --------------------- \| --------------------- \| \| 1r \| Filippo Ganna \| Ineos Grenadiers \| 12' 28" \| \| \| 2n \| Lennard Kämna \| Bora-Hansgrohe \| + 28" \| \| \| 3r \| Magnus Sheffield \| Ineos Grenadiers \| + 31" \| \| \| 4t \| Michael Hepburn \| Team Jayco AlUla \| + 33" \| \| \| 5è \| Brandon McNulty \| UAE Team Emirates \| + 34" \| \| \| 6è \| Thymen Arensman \| Ineos Grenadiers \| + 39" \| \| \| 7è \| João Almeida \| UAE Team Emirates \| + 41" \| \| \| 8è \| Andreas Leknessund \| Team DSM \| + 41" \| \| \| 9è \| Casper Pedersen \| Soudal Quick-Step \| + 47" \| \| \| 10è \| Wilco Kelderman \| Jumbo-Visma \| + 47" \| \| |                    |                   |         |
| |                    |                   |         |
| Font: ProCyclingStats |                    |                   |         |
| Classificació general |                    |                   |         |
| Corredor | Corredor           | Equip             | Temps   |
| 1r | Filippo Ganna      | Ineos Grenadiers  | 12' 28" |
| 2n | Lennard Kämna      | Bora-Hansgrohe    | + 28"   |
| 3r | Magnus Sheffield   | Ineos Grenadiers  | + 31"   |
| 4t | Michael Hepburn    | Team Jayco AlUla  | + 33"   |
| 5è | Brandon McNulty    | UAE Team Emirates | + 34"   |
| 6è | Thymen Arensman    | Ineos Grenadiers  | + 39"   |
| 7è | João Almeida       | UAE Team Emirates | + 41"   |
| 8è | Andreas Leknessund | Team DSM          | + 41"   |
| 9è | Casper Pedersen    | Soudal Quick-Step | + 47"   |
| 10è | Wilco Kelderman    | Jumbo-Visma       | + 47"   |

### Etapa 2
Camaiore – Follonica, 7 de març, 210 km
| \| Classificació de l'etapa \| Classificació de l'etapa \| Classificació de l'etapa \| Classificació de l'etapa \| Classificació de l'etapa \| \| Corredor \| Corredor \| Equip \| Temps \| \| \| ------------------------ \| -------------------------- \| ------------------------ \| ------------------------ \| ------------------------ \| \| 1r \| Fabio Jakobsen \| Soudal Quick-Step \| 5h 06' 33" \| \| \| 2n \| Jasper Philipsen \| Alpecin-Deceuninck \| + 0" \| \| \| 3r \| Fernando Gaviria Rendón \| Movistar Team \| + 0" \| \| \| 4t \| Biniam Girmay \| Intermarché-Circus-Wanty \| + 0" \| \| \| 5è \| Sebastián Molano Benavides \| UAE Team Emirates \| + 0" \| \| \| 6è \| Phil Bauhaus \| Bahrain Victorious \| + 0" \| \| \| 7è \| Dylan Groenewegen \| Team Jayco AlUla \| + 0" \| \| \| 8è \| Simone Consonni \| Cofidis \| + 0" \| \| \| 9è \| Jordi Meeus \| Bora-Hansgrohe \| + 0" \| \| \| 10è \| Nacer Bouhanni \| Arkéa-Samsic \| + 0" \| \| |                            |                          |            |
| |                            |                          |            |
| Font: ProCyclingStats |                            |                          |            |
| Classificació de l'etapa |                            |                          |            |
| Corredor | Corredor                   | Equip                    | Temps      |
| 1r | Fabio Jakobsen             | Soudal Quick-Step        | 5h 06' 33" |
| 2n | Jasper Philipsen           | Alpecin-Deceuninck       | + 0"       |
| 3r | Fernando Gaviria Rendón    | Movistar Team            | + 0"       |
| 4t | Biniam Girmay              | Intermarché-Circus-Wanty | + 0"       |
| 5è | Sebastián Molano Benavides | UAE Team Emirates        | + 0"       |
| 6è | Phil Bauhaus               | Bahrain Victorious       | + 0"       |
| 7è | Dylan Groenewegen          | Team Jayco AlUla         | + 0"       |
| 8è | Simone Consonni            | Cofidis                  | + 0"       |
| 9è | Jordi Meeus                | Bora-Hansgrohe           | + 0"       |
| 10è | Nacer Bouhanni             | Arkéa-Samsic             | + 0"       |

| \| Classificació general \| Classificació general \| Classificació general \| Classificació general \| Classificació general \| \| Corredor \| Corredor \| Equip \| Temps \| \| \| --------------------- \| --------------------- \| --------------------- \| --------------------- \| --------------------- \| \| 1r \| Filippo Ganna \| Ineos Grenadiers \| 5h 19' 01" \| \| \| 2n \| Lennard Kämna \| Bora-Hansgrohe \| + 28" \| \| \| 3r \| Magnus Sheffield \| Ineos Grenadiers \| + 31" \| \| \| 4t \| Brandon McNulty \| UAE Team Emirates \| + 34" \| \| \| 5è \| Thymen Arensman \| Ineos Grenadiers \| + 39" \| \| \| 6è \| João Almeida \| UAE Team Emirates \| + 41" \| \| \| 7è \| Andreas Leknessund \| Team DSM \| + 41" \| \| \| 8è \| Casper Pedersen \| Soudal Quick-Step \| + 47" \| \| \| 9è \| Wilco Kelderman \| Jumbo-Visma \| + 48" \| \| \| 10è \| Aleksei Lutsenko \| Astana Qazaqstan Team \| + 48" \| \| |                    |                       |            |
| |                    |                       |            |
| Font: ProCyclingStats |                    |                       |            |
| Classificació general |                    |                       |            |
| Corredor | Corredor           | Equip                 | Temps      |
| 1r | Filippo Ganna      | Ineos Grenadiers      | 5h 19' 01" |
| 2n | Lennard Kämna      | Bora-Hansgrohe        | + 28"      |
| 3r | Magnus Sheffield   | Ineos Grenadiers      | + 31"      |
| 4t | Brandon McNulty    | UAE Team Emirates     | + 34"      |
| 5è | Thymen Arensman    | Ineos Grenadiers      | + 39"      |
| 6è | João Almeida       | UAE Team Emirates     | + 41"      |
| 7è | Andreas Leknessund | Team DSM              | + 41"      |
| 8è | Casper Pedersen    | Soudal Quick-Step     | + 47"      |
| 9è | Wilco Kelderman    | Jumbo-Visma           | + 48"      |
| 10è | Aleksei Lutsenko   | Astana Qazaqstan Team | + 48"      |

### Etapa 3
Follonica – Foligno, 8 de març, 216 km
| \| Classificació de l'etapa \| Classificació de l'etapa \| Classificació de l'etapa \| Classificació de l'etapa \| Classificació de l'etapa \| \| Corredor \| Corredor \| Equip \| Temps \| \| \| ------------------------ \| ------------------------ \| ------------------------ \| ------------------------ \| ------------------------ \| \| 1r \| Jasper Philipsen \| Alpecin-Deceuninck \| 49' 08" \| \| \| 2n \| Phil Bauhaus \| Bahrain Victorious \| + 0" \| \| \| 3r \| Biniam Girmay \| Intermarché-Circus-Wanty \| + 0" \| \| \| 4t \| Matteo Moschetti \| Q36.5 Pro Cycling Team \| + 0" \| \| \| 5è \| Simone Consonni \| Cofidis \| + 0" \| \| \| 6è \| Wout van Aert \| Jumbo-Visma \| + 0" \| \| \| 7è \| Edward Theuns \| Trek-Segafredo \| + 0" \| \| \| 8è \| Dylan Groenewegen \| Team Jayco AlUla \| + 0" \| \| \| 9è \| Fabio Jakobsen \| Soudal Quick-Step \| + 0" \| \| \| 10è \| Jordi Meeus \| Bora-Hansgrohe \| + 0" \| \| |                   |                          |         |
| |                   |                          |         |
| Font: ProCyclingStats |                   |                          |         |
| Classificació de l'etapa |                   |                          |         |
| Corredor | Corredor          | Equip                    | Temps   |
| 1r | Jasper Philipsen  | Alpecin-Deceuninck       | 49' 08" |
| 2n | Phil Bauhaus      | Bahrain Victorious       | + 0"    |
| 3r | Biniam Girmay     | Intermarché-Circus-Wanty | + 0"    |
| 4t | Matteo Moschetti  | Q36.5 Pro Cycling Team   | + 0"    |
| 5è | Simone Consonni   | Cofidis                  | + 0"    |
| 6è | Wout van Aert     | Jumbo-Visma              | + 0"    |
| 7è | Edward Theuns     | Trek-Segafredo           | + 0"    |
| 8è | Dylan Groenewegen | Team Jayco AlUla         | + 0"    |
| 9è | Fabio Jakobsen    | Soudal Quick-Step        | + 0"    |
| 10è | Jordi Meeus       | Bora-Hansgrohe           | + 0"    |

| \| Classificació general \| Classificació general \| Classificació general \| Classificació general \| Classificació general \| \| Corredor \| Corredor \| Equip \| Temps \| \| \| --------------------- \| --------------------- \| --------------------- \| --------------------- \| --------------------- \| \| 1r \| Filippo Ganna \| Ineos Grenadiers \| 10h 38' 09" \| \| \| 2n \| Lennard Kämna \| Bora-Hansgrohe \| + 28" \| \| \| 3r \| Magnus Sheffield \| Ineos Grenadiers \| + 30" \| \| \| 4t \| Brandon McNulty \| UAE Team Emirates \| + 34" \| \| \| 5è \| Thymen Arensman \| Ineos Grenadiers \| + 39" \| \| \| 6è \| João Almeida \| UAE Team Emirates \| + 41" \| \| \| 7è \| Andreas Leknessund \| Team DSM \| + 41" \| \| \| 8è \| Casper Pedersen \| Soudal Quick-Step \| + 47" \| \| \| 9è \| Wilco Kelderman \| Jumbo-Visma \| + 48" \| \| \| 10è \| Aleksei Lutsenko \| Astana Qazaqstan Team \| + 48" \| \| |                    |                       |             |
| |                    |                       |             |
| Font: ProCyclingStats |                    |                       |             |
| Classificació general |                    |                       |             |
| Corredor | Corredor           | Equip                 | Temps       |
| 1r | Filippo Ganna      | Ineos Grenadiers      | 10h 38' 09" |
| 2n | Lennard Kämna      | Bora-Hansgrohe        | + 28"       |
| 3r | Magnus Sheffield   | Ineos Grenadiers      | + 30"       |
| 4t | Brandon McNulty    | UAE Team Emirates     | + 34"       |
| 5è | Thymen Arensman    | Ineos Grenadiers      | + 39"       |
| 6è | João Almeida       | UAE Team Emirates     | + 41"       |
| 7è | Andreas Leknessund | Team DSM              | + 41"       |
| 8è | Casper Pedersen    | Soudal Quick-Step     | + 47"       |
| 9è | Wilco Kelderman    | Jumbo-Visma           | + 48"       |
| 10è | Aleksei Lutsenko   | Astana Qazaqstan Team | + 48"       |

### Etapa 4
Greccio – Tortoreto, 9 de març, 218 km
| \| Classificació de l'etapa \| Classificació de l'etapa \| Classificació de l'etapa \| Classificació de l'etapa \| Classificació de l'etapa \| \| Corredor \| Corredor \| Equip \| Temps \| \| \| ------------------------ \| ------------------------ \| ------------------------ \| ------------------------ \| ------------------------ \| \| 1r \| Primož Roglič \| Jumbo-Visma \| 5h 00' 04" \| \| \| 2n \| Julian Alaphilippe \| Soudal Quick-Step \| + 0" \| \| \| 3r \| Adam Yates \| UAE Team Emirates \| + 0" \| \| \| 4t \| Wilco Kelderman \| Jumbo-Visma \| + 0" \| \| \| 5è \| Tao Geoghegan Hart \| Ineos Grenadiers \| + 0" \| \| \| 6è \| Enric Mas Nicolau \| Movistar Team \| + 0" \| \| \| 7è \| Victor Lafay \| Cofidis \| + 0" \| \| \| 8è \| João Almeida \| UAE Team Emirates \| + 0" \| \| \| 9è \| Aleksandr Vlàssov \| Bora-Hansgrohe \| + 0" \| \| \| 10è \| Hugh Carthy \| EF Education-EasyPost \| + 0" \| \| |                    |                       |            |
| |                    |                       |            |
| Font: ProCyclingStats |                    |                       |            |
| Classificació de l'etapa |                    |                       |            |
| Corredor | Corredor           | Equip                 | Temps      |
| 1r | Primož Roglič      | Jumbo-Visma           | 5h 00' 04" |
| 2n | Julian Alaphilippe | Soudal Quick-Step     | + 0"       |
| 3r | Adam Yates         | UAE Team Emirates     | + 0"       |
| 4t | Wilco Kelderman    | Jumbo-Visma           | + 0"       |
| 5è | Tao Geoghegan Hart | Ineos Grenadiers      | + 0"       |
| 6è | Enric Mas Nicolau  | Movistar Team         | + 0"       |
| 7è | Victor Lafay       | Cofidis               | + 0"       |
| 8è | João Almeida       | UAE Team Emirates     | + 0"       |
| 9è | Aleksandr Vlàssov  | Bora-Hansgrohe        | + 0"       |
| 10è | Hugh Carthy        | EF Education-EasyPost | + 0"       |

| \| Classificació general \| Classificació general \| Classificació general \| Classificació general \| Classificació general \| \| Corredor \| Corredor \| Equip \| Temps \| \| \| --------------------- \| --------------------- \| --------------------- \| --------------------- \| --------------------- \| \| 1r \| Lennard Kämna \| Bora-Hansgrohe \| 15h 38' 46" \| \| \| 2n \| Primož Roglič \| Jumbo-Visma \| + 6" \| \| \| 3r \| João Almeida \| UAE Team Emirates \| + 8" \| \| \| 4t \| Brandon McNulty \| UAE Team Emirates \| + 13" \| \| \| 5è \| Wilco Kelderman \| Jumbo-Visma \| + 15" \| \| \| 6è \| Aleksandr Vlàssov \| Bora-Hansgrohe \| + 17" \| \| \| 7è \| Jai Hindley \| Bora-Hansgrohe \| + 18" \| \| \| 8è \| Tao Geoghegan Hart \| Ineos Grenadiers \| + 19" \| \| \| 9è \| Giulio Ciccone \| Trek-Segafredo \| + 26" \| \| \| 10è \| Enric Mas Nicolau \| Movistar Team \| + 27" \| \| |                    |                   |             |
| |                    |                   |             |
| Font: ProCyclingStats |                    |                   |             |
| Classificació general |                    |                   |             |
| Corredor | Corredor           | Equip             | Temps       |
| 1r | Lennard Kämna      | Bora-Hansgrohe    | 15h 38' 46" |
| 2n | Primož Roglič      | Jumbo-Visma       | + 6"        |
| 3r | João Almeida       | UAE Team Emirates | + 8"        |
| 4t | Brandon McNulty    | UAE Team Emirates | + 13"       |
| 5è | Wilco Kelderman    | Jumbo-Visma       | + 15"       |
| 6è | Aleksandr Vlàssov  | Bora-Hansgrohe    | + 17"       |
| 7è | Jai Hindley        | Bora-Hansgrohe    | + 18"       |
| 8è | Tao Geoghegan Hart | Ineos Grenadiers  | + 19"       |
| 9è | Giulio Ciccone     | Trek-Segafredo    | + 26"       |
| 10è | Enric Mas Nicolau  | Movistar Team     | + 27"       |

### Etapa 5
Morro d'Oro – Sassotetto, 10 de març, 168 km
| \| Classificació de l'etapa \| Classificació de l'etapa \| Classificació de l'etapa \| Classificació de l'etapa \| Classificació de l'etapa \| \| Corredor \| Corredor \| Equip \| Temps \| \| \| ------------------------ \| ------------------------ \| ------------------------ \| ------------------------ \| ------------------------ \| \| 1r \| Primož Roglič \| Jumbo-Visma \| 4h 38' 32" \| \| \| 2n \| Giulio Ciccone \| Trek-Segafredo \| + 0" \| \| \| 3r \| Tao Geoghegan Hart \| Ineos Grenadiers \| + 0" \| \| \| 4t \| Jai Hindley \| Bora-Hansgrohe \| + 0" \| \| \| 5è \| Lennard Kämna \| Bora-Hansgrohe \| + 0" \| \| \| 6è \| Aleksandr Vlàssov \| Bora-Hansgrohe \| + 0" \| \| \| 7è \| Mikel Landa Meana \| Bahrain Victorious \| + 0" \| \| \| 8è \| João Almeida \| UAE Team Emirates \| + 0" \| \| \| 9è \| Damiano Caruso \| Bahrain Victorious \| + 0" \| \| \| 10è \| Brandon McNulty \| UAE Team Emirates \| + 0" \| \| |                    |                    |            |
| |                    |                    |            |
| Font: ProCyclingStats |                    |                    |            |
| Classificació de l'etapa |                    |                    |            |
| Corredor | Corredor           | Equip              | Temps      |
| 1r | Primož Roglič      | Jumbo-Visma        | 4h 38' 32" |
| 2n | Giulio Ciccone     | Trek-Segafredo     | + 0"       |
| 3r | Tao Geoghegan Hart | Ineos Grenadiers   | + 0"       |
| 4t | Jai Hindley        | Bora-Hansgrohe     | + 0"       |
| 5è | Lennard Kämna      | Bora-Hansgrohe     | + 0"       |
| 6è | Aleksandr Vlàssov  | Bora-Hansgrohe     | + 0"       |
| 7è | Mikel Landa Meana  | Bahrain Victorious | + 0"       |
| 8è | João Almeida       | UAE Team Emirates  | + 0"       |
| 9è | Damiano Caruso     | Bahrain Victorious | + 0"       |
| 10è | Brandon McNulty    | UAE Team Emirates  | + 0"       |

| \| Classificació general \| Classificació general \| Classificació general \| Classificació general \| Classificació general \| \| Corredor \| Corredor \| Equip \| Temps \| \| \| --------------------- \| --------------------- \| --------------------- \| --------------------- \| --------------------- \| \| 1r \| Primož Roglič \| Jumbo-Visma \| 20h 17' 14" \| \| \| 2n \| Lennard Kämna \| Bora-Hansgrohe \| + 4" \| \| \| 3r \| João Almeida \| UAE Team Emirates \| + 12" \| \| \| 4t \| Brandon McNulty \| UAE Team Emirates \| + 17" \| \| \| 5è \| Wilco Kelderman \| Jumbo-Visma \| + 19" \| \| \| 6è \| Tao Geoghegan Hart \| Ineos Grenadiers \| + 19" \| \| \| 7è \| Aleksandr Vlàssov \| Bora-Hansgrohe \| + 21" \| \| \| 8è \| Jai Hindley \| Bora-Hansgrohe \| + 22" \| \| \| 9è \| Giulio Ciccone \| Trek-Segafredo \| + 24" \| \| \| 10è \| Enric Mas Nicolau \| Movistar Team \| + 31" \| \| |                    |                   |             |
| |                    |                   |             |
| Font: ProCyclingStats |                    |                   |             |
| Classificació general |                    |                   |             |
| Corredor | Corredor           | Equip             | Temps       |
| 1r | Primož Roglič      | Jumbo-Visma       | 20h 17' 14" |
| 2n | Lennard Kämna      | Bora-Hansgrohe    | + 4"        |
| 3r | João Almeida       | UAE Team Emirates | + 12"       |
| 4t | Brandon McNulty    | UAE Team Emirates | + 17"       |
| 5è | Wilco Kelderman    | Jumbo-Visma       | + 19"       |
| 6è | Tao Geoghegan Hart | Ineos Grenadiers  | + 19"       |
| 7è | Aleksandr Vlàssov  | Bora-Hansgrohe    | + 21"       |
| 8è | Jai Hindley        | Bora-Hansgrohe    | + 22"       |
| 9è | Giulio Ciccone     | Trek-Segafredo    | + 24"       |
| 10è | Enric Mas Nicolau  | Movistar Team     | + 31"       |

### Etapa 6
Osimo Stazione – Osimo, 11 de març, 193 km
| \| Classificació de l'etapa \| Classificació de l'etapa \| Classificació de l'etapa \| Classificació de l'etapa \| Classificació de l'etapa \| \| Corredor \| Corredor \| Equip \| Temps \| \| \| ------------------------ \| ------------------------ \| ------------------------ \| ------------------------ \| ------------------------ \| \| 1r \| Primož Roglič \| Jumbo-Visma \| 4h 49' 17" \| \| \| 2n \| Tao Geoghegan Hart \| Ineos Grenadiers \| + 0" \| \| \| 3r \| João Almeida \| UAE Team Emirates \| + 0" \| \| \| 4t \| Enric Mas Nicolau \| Movistar Team \| + 0" \| \| \| 5è \| Mikel Landa Meana \| Bahrain Victorious \| + 0" \| \| \| 6è \| Giulio Ciccone \| Trek-Segafredo \| + 3" \| \| \| 7è \| Hugh Carthy \| EF Education-EasyPost \| + 9" \| \| \| 8è \| Michael Woods \| Israel-Premier Tech \| + 9" \| \| \| 9è \| Thomas Pidcock \| Ineos Grenadiers \| + 20" \| \| \| 10è \| Wout van Aert \| Jumbo-Visma \| + 20" \| \| |                    |                       |            |
| |                    |                       |            |
| Font: ProCyclingStats |                    |                       |            |
| Classificació de l'etapa |                    |                       |            |
| Corredor | Corredor           | Equip                 | Temps      |
| 1r | Primož Roglič      | Jumbo-Visma           | 4h 49' 17" |
| 2n | Tao Geoghegan Hart | Ineos Grenadiers      | + 0"       |
| 3r | João Almeida       | UAE Team Emirates     | + 0"       |
| 4t | Enric Mas Nicolau  | Movistar Team         | + 0"       |
| 5è | Mikel Landa Meana  | Bahrain Victorious    | + 0"       |
| 6è | Giulio Ciccone     | Trek-Segafredo        | + 3"       |
| 7è | Hugh Carthy        | EF Education-EasyPost | + 9"       |
| 8è | Michael Woods      | Israel-Premier Tech   | + 9"       |
| 9è | Thomas Pidcock     | Ineos Grenadiers      | + 20"      |
| 10è | Wout van Aert      | Jumbo-Visma           | + 20"      |

| \| Classificació general \| Classificació general \| Classificació general \| Classificació general \| Classificació general \| \| Corredor \| Corredor \| Equip \| Temps \| \| \| --------------------- \| --------------------- \| --------------------- \| --------------------- \| --------------------- \| \| 1r \| Primož Roglič \| Jumbo-Visma \| 25h 06' 21" \| \| \| 2n \| João Almeida \| UAE Team Emirates \| + 18" \| \| \| 3r \| Tao Geoghegan Hart \| Ineos Grenadiers \| + 23" \| \| \| 4t \| Lennard Kämna \| Bora-Hansgrohe \| + 34" \| \| \| 5è \| Giulio Ciccone \| Trek-Segafredo \| + 37" \| \| \| 6è \| Enric Mas Nicolau \| Movistar Team \| + 41" \| \| \| 7è \| Mikel Landa Meana \| Bahrain Victorious \| + 56" \| \| \| 8è \| Hugh Carthy \| EF Education-EasyPost \| + 57" \| \| \| 9è \| Aleksandr Vlàssov \| Bora-Hansgrohe \| + 1' 10" \| \| \| 10è \| Thibaut Pinot \| Groupama-FDJ \| + 1' 11" \| \| |                    |                       |             |
| |                    |                       |             |
| Font: ProCyclingStats |                    |                       |             |
| Classificació general |                    |                       |             |
| Corredor | Corredor           | Equip                 | Temps       |
| 1r | Primož Roglič      | Jumbo-Visma           | 25h 06' 21" |
| 2n | João Almeida       | UAE Team Emirates     | + 18"       |
| 3r | Tao Geoghegan Hart | Ineos Grenadiers      | + 23"       |
| 4t | Lennard Kämna      | Bora-Hansgrohe        | + 34"       |
| 5è | Giulio Ciccone     | Trek-Segafredo        | + 37"       |
| 6è | Enric Mas Nicolau  | Movistar Team         | + 41"       |
| 7è | Mikel Landa Meana  | Bahrain Victorious    | + 56"       |
| 8è | Hugh Carthy        | EF Education-EasyPost | + 57"       |
| 9è | Aleksandr Vlàssov  | Bora-Hansgrohe        | + 1' 10"    |
| 10è | Thibaut Pinot      | Groupama-FDJ          | + 1' 11"    |

### Etapa 7
San Benedetto del Tronto – San Benedetto del Tronto, 12 de març, 154 km
| \| Classificació de l'etapa \| Classificació de l'etapa \| Classificació de l'etapa \| Classificació de l'etapa \| Classificació de l'etapa \| \| Corredor \| Corredor \| Equip \| Temps \| \| \| ------------------------ \| ------------------------ \| ---------------------------------- \| ------------------------ \| ------------------------ \| \| 1r \| Jasper Philipsen \| Alpecin-Deceuninck \| 3h 32' 36" \| \| \| 2n \| Dylan Groenewegen \| Team Jayco AlUla \| + 0" \| \| \| 3r \| Alberto Dainese \| Team DSM \| + 0" \| \| \| 4t \| Phil Bauhaus \| Bahrain Victorious \| + 0" \| \| \| 5è \| Simone Consonni \| Cofidis \| + 0" \| \| \| 6è \| Giacomo Nizzolo \| Israel-Premier Tech \| + 0" \| \| \| 7è \| Jordi Meeus \| Bora-Hansgrohe \| + 0" \| \| \| 8è \| Clément Russo \| Arkéa-Samsic \| + 0" \| \| \| 9è \| Luca Colnaghi \| Green Project-Bardiani CSF-Faizanè \| + 0" \| \| \| 10è \| Fernando Gaviria Rendón \| Movistar Team \| + 0" \| \| |                         |                                    |            |
| |                         |                                    |            |
| Font: ProCyclingStats |                         |                                    |            |
| Classificació de l'etapa |                         |                                    |            |
| Corredor | Corredor                | Equip                              | Temps      |
| 1r | Jasper Philipsen        | Alpecin-Deceuninck                 | 3h 32' 36" |
| 2n | Dylan Groenewegen       | Team Jayco AlUla                   | + 0"       |
| 3r | Alberto Dainese         | Team DSM                           | + 0"       |
| 4t | Phil Bauhaus            | Bahrain Victorious                 | + 0"       |
| 5è | Simone Consonni         | Cofidis                            | + 0"       |
| 6è | Giacomo Nizzolo         | Israel-Premier Tech                | + 0"       |
| 7è | Jordi Meeus             | Bora-Hansgrohe                     | + 0"       |
| 8è | Clément Russo           | Arkéa-Samsic                       | + 0"       |
| 9è | Luca Colnaghi           | Green Project-Bardiani CSF-Faizanè | + 0"       |
| 10è | Fernando Gaviria Rendón | Movistar Team                      | + 0"       |

## Classificacions finals

### Classificació general
| \| Classificació general \| Classificació general \| Classificació general \| Classificació general \| Classificació general \| \| Corredor \| Corredor \| Equip \| Temps \| \| \| --------------------- \| --------------------- \| --------------------- \| --------------------- \| --------------------- \| \| 1r \| Primož Roglič \| Jumbo-Visma \| 28h 38' 57" \| \| \| 2n \| João Almeida \| UAE Team Emirates \| + 18" \| \| \| 3r \| Tao Geoghegan Hart \| Ineos Grenadiers \| + 23" \| \| \| 4t \| Lennard Kämna \| Bora-Hansgrohe \| + 34" \| \| \| 5è \| Giulio Ciccone \| Trek-Segafredo \| + 37" \| \| \| 6è \| Enric Mas Nicolau \| Movistar Team \| + 41" \| \| \| 7è \| Mikel Landa Meana \| Bahrain Victorious \| + 56" \| \| \| 8è \| Hugh Carthy \| EF Education-EasyPost \| + 57" \| \| \| 9è \| Aleksandr Vlàssov \| Bora-Hansgrohe \| + 1' 10" \| \| \| 10è \| Thibaut Pinot \| Groupama-FDJ \| + 1' 11" \| \| |                    |                       |             |
| |                    |                       |             |
| Font: ProCyclingStats |                    |                       |             |
| Classificació general |                    |                       |             |
| Corredor | Corredor           | Equip                 | Temps       |
| 1r | Primož Roglič      | Jumbo-Visma           | 28h 38' 57" |
| 2n | João Almeida       | UAE Team Emirates     | + 18"       |
| 3r | Tao Geoghegan Hart | Ineos Grenadiers      | + 23"       |
| 4t | Lennard Kämna      | Bora-Hansgrohe        | + 34"       |
| 5è | Giulio Ciccone     | Trek-Segafredo        | + 37"       |
| 6è | Enric Mas Nicolau  | Movistar Team         | + 41"       |
| 7è | Mikel Landa Meana  | Bahrain Victorious    | + 56"       |
| 8è | Hugh Carthy        | EF Education-EasyPost | + 57"       |
| 9è | Aleksandr Vlàssov  | Bora-Hansgrohe        | + 1' 10"    |
| 10è | Thibaut Pinot      | Groupama-FDJ          | + 1' 11"    |

| Classificació per punts | Classificació per punts | Classificació per punts  | Classificació per punts | Classificació per punts |
| Corredor                | Corredor                | Equip                    | Punts                   |                         |
| ----------------------- | ----------------------- | ------------------------ | ----------------------- | ----------------------- |
| 1r                      | Primož Roglič           | Jumbo-Visma              | 36 pts                  |                         |
| 2n                      | Jasper Philipsen        | Alpecin-Deceuninck       | 34 pts                  |                         |
| 3r                      | Tao Geoghegan Hart      | Ineos Grenadiers         | 24 pts                  |                         |
| 4t                      | Phil Bauhaus            | Bahrain Victorious       | 22 pts                  |                         |
| 5è                      | João Almeida            | UAE Team Emirates        | 18 pts                  |                         |
| 6è                      | Dylan Groenewegen       | Team Jayco AlUla         | 17 pts                  |                         |
| 7è                      | Lennard Kämna           | Bora-Hansgrohe           | 16 pts                  |                         |
| 8è                      | Giulio Ciccone          | Trek-Segafredo           | 15 pts                  |                         |
| 9è                      | Biniam Girmay           | Intermarché-Circus-Wanty | 15 pts                  |                         |
| 10è                     | Simone Consonni         | Cofidis                  | 15 pts                  |                         |

| Classificació per punts | Classificació per punts | Classificació per punts  | Classificació per punts | Classificació per punts |
| Corredor                | Corredor                | Equip                    | Punts                   |                         |
| ----------------------- | ----------------------- | ------------------------ | ----------------------- | ----------------------- |
| 1r                      | Primož Roglič           | Jumbo-Visma              | 36 pts                  |                         |
| 2n                      | Jasper Philipsen        | Alpecin-Deceuninck       | 34 pts                  |                         |
| 3r                      | Tao Geoghegan Hart      | Ineos Grenadiers         | 24 pts                  |                         |
| 4t                      | Phil Bauhaus            | Bahrain Victorious       | 22 pts                  |                         |
| 5è                      | João Almeida            | UAE Team Emirates        | 18 pts                  |                         |
| 6è                      | Dylan Groenewegen       | Team Jayco AlUla         | 17 pts                  |                         |
| 7è                      | Lennard Kämna           | Bora-Hansgrohe           | 16 pts                  |                         |
| 8è                      | Giulio Ciccone          | Trek-Segafredo           | 15 pts                  |                         |
| 9è                      | Biniam Girmay           | Intermarché-Circus-Wanty | 15 pts                  |                         |
| 10è                     | Simone Consonni         | Cofidis                  | 15 pts                  |                         |

| Classificació de la muntanya | Classificació de la muntanya | Classificació de la muntanya | Classificació de la muntanya | Classificació de la muntanya |
| Corredor                     | Corredor                     | Equip                        | Punts                        |                              |
| ---------------------------- | ---------------------------- | ---------------------------- | ---------------------------- | ---------------------------- |
| 1r                           | Primož Roglič                | Jumbo-Visma                  | 25 pts                       |                              |
| 2n                           | Davide Bais                  | Eolo-Kometa                  | 20 pts                       |                              |
| 3r                           | Giulio Ciccone               | Trek-Segafredo               | 18 pts                       |                              |
| 4t                           | Julian Alaphilippe           | Soudal Quick-Step            | 11 pts                       |                              |
| 5è                           | Tao Geoghegan Hart           | Ineos Grenadiers             | 11 pts                       |                              |
| 6è                           | Quinn Simmons                | Trek-Segafredo               | 9 pts                        |                              |
| 7è                           | Stefano Gandin               | Team Corratec                | 9 pts                        |                              |
| 8è                           | Jai Hindley                  | Bora-Hansgrohe               | 7 pts                        |                              |
| 9è                           | Nikias Arndt                 | Bahrain Victorious           | 6 pts                        |                              |
| 10è                          | Mattia Bais                  | Eolo-Kometa                  | 6 pts                        |                              |

| Classificació de la muntanya | Classificació de la muntanya | Classificació de la muntanya | Classificació de la muntanya | Classificació de la muntanya |
| Corredor                     | Corredor                     | Equip                        | Punts                        |                              |
| ---------------------------- | ---------------------------- | ---------------------------- | ---------------------------- | ---------------------------- |
| 1r                           | Primož Roglič                | Jumbo-Visma                  | 25 pts                       |                              |
| 2n                           | Davide Bais                  | Eolo-Kometa                  | 20 pts                       |                              |
| 3r                           | Giulio Ciccone               | Trek-Segafredo               | 18 pts                       |                              |
| 4t                           | Julian Alaphilippe           | Soudal Quick-Step            | 11 pts                       |                              |
| 5è                           | Tao Geoghegan Hart           | Ineos Grenadiers             | 11 pts                       |                              |
| 6è                           | Quinn Simmons                | Trek-Segafredo               | 9 pts                        |                              |
| 7è                           | Stefano Gandin               | Team Corratec                | 9 pts                        |                              |
| 8è                           | Jai Hindley                  | Bora-Hansgrohe               | 7 pts                        |                              |
| 9è                           | Nikias Arndt                 | Bahrain Victorious           | 6 pts                        |                              |
| 10è                          | Mattia Bais                  | Eolo-Kometa                  | 6 pts                        |                              |

| Classificació del millor jove | Classificació del millor jove | Classificació del millor jove | Classificació del millor jove | Classificació del millor jove |
| Corredor                      | Corredor                      | Equip                         | Temps                         |                               |
| ----------------------------- | ----------------------------- | ----------------------------- | ----------------------------- | ----------------------------- |
| 1r                            | João Almeida                  | UAE Team Emirates             | 28h 39' 15"                   |                               |
| 2n                            | Brandon McNulty               | UAE Team Emirates             | + 1' 01"                      |                               |
| 3r                            | Felix Gall                    | AG2R Citroën Team             | + 1' 56"                      |                               |
| 4t                            | Andreas Leknessund            | Team DSM                      | + 2' 08"                      |                               |
| 5è                            | Thymen Arensman               | Ineos Grenadiers              | + 4' 09"                      |                               |
| 6è                            | Magnus Sheffield              | Ineos Grenadiers              | + 7' 02"                      |                               |
| 7è                            | Santiago Buitrago Sánchez     | Bahrain Victorious            | + 17' 05"                     |                               |
| 8è                            | Attila Valter                 | Jumbo-Visma                   | + 17' 08"                     |                               |
| 9è                            | Andrea Bagioli                | Soudal Quick-Step             | + 21' 48"                     |                               |
| 10è                           | Mark Donovan                  | Q36.5 Pro Cycling Team        | + 23' 03"                     |                               |

| Classificació del millor jove | Classificació del millor jove | Classificació del millor jove | Classificació del millor jove | Classificació del millor jove |
| Corredor                      | Corredor                      | Equip                         | Temps                         |                               |
| ----------------------------- | ----------------------------- | ----------------------------- | ----------------------------- | ----------------------------- |
| 1r                            | João Almeida                  | UAE Team Emirates             | 28h 39' 15"                   |                               |
| 2n                            | Brandon McNulty               | UAE Team Emirates             | + 1' 01"                      |                               |
| 3r                            | Felix Gall                    | AG2R Citroën Team             | + 1' 56"                      |                               |
| 4t                            | Andreas Leknessund            | Team DSM                      | + 2' 08"                      |                               |
| 5è                            | Thymen Arensman               | Ineos Grenadiers              | + 4' 09"                      |                               |
| 6è                            | Magnus Sheffield              | Ineos Grenadiers              | + 7' 02"                      |                               |
| 7è                            | Santiago Buitrago Sánchez     | Bahrain Victorious            | + 17' 05"                     |                               |
| 8è                            | Attila Valter                 | Jumbo-Visma                   | + 17' 08"                     |                               |
| 9è                            | Andrea Bagioli                | Soudal Quick-Step             | + 21' 48"                     |                               |
| 10è                           | Mark Donovan                  | Q36.5 Pro Cycling Team        | + 23' 03"                     |                               |

| Classificació per equips | Classificació per equips | Classificació per equips | Classificació per equips |
| Equip                    | Equip                    | Temps                    |                          |
| ------------------------ | ------------------------ | ------------------------ | ------------------------ |
| 1r                       | UAE Team Emirates        | 85h 59' 51"              |                          |
| 2n                       | Bora-Hansgrohe           | + 29"                    |                          |
| 3r                       | Ineos Grenadiers         | + 5' 03"                 |                          |
| 4t                       | Movistar Team            | + 9' 26"                 |                          |
| 5è                       | Team DSM                 | + 11' 11"                |                          |
| 6è                       | Jumbo-Visma              | + 11' 30"                |                          |
| 7è                       | Arkéa-Samsic             | + 14' 46"                |                          |
| 8è                       | Bahrain Victorious       | + 15' 04"                |                          |
| 9è                       | Groupama-FDJ             | + 21' 14"                |                          |
| 10è                      | AG2R Citroën Team        | + 27' 21"                |                          |

| Classificació per equips | Classificació per equips | Classificació per equips | Classificació per equips |
| Equip                    | Equip                    | Temps                    |                          |
| ------------------------ | ------------------------ | ------------------------ | ------------------------ |
| 1r                       | UAE Team Emirates        | 85h 59' 51"              |                          |
| 2n                       | Bora-Hansgrohe           | + 29"                    |                          |
| 3r                       | Ineos Grenadiers         | + 5' 03"                 |                          |
| 4t                       | Movistar Team            | + 9' 26"                 |                          |
| 5è                       | Team DSM                 | + 11' 11"                |                          |
| 6è                       | Jumbo-Visma              | + 11' 30"                |                          |
| 7è                       | Arkéa-Samsic             | + 14' 46"                |                          |
| 8è                       | Bahrain Victorious       | + 15' 04"                |                          |
| 9è                       | Groupama-FDJ             | + 21' 14"                |                          |
| 10è                      | AG2R Citroën Team        | + 27' 21"                |                          |

## Evolució de les classificacions
| Etapa                  | Vencedor               | Classificació general | Classificació per punts | Classificació de la muntanya | Classificació dels joves | Classificació per equips |
| ---------------------- | ---------------------- | --------------------- | ----------------------- | ---------------------------- | ------------------------ | ------------------------ |
| 1                      | Filippo Ganna          | Filippo Ganna         | Filippo Ganna           | no entregat                  | Magnus Sheffield         | Ineos Grenadiers         |
| 2                      | Fabio Jakobsen         | Filippo Ganna         | Filippo Ganna           | Stefano Gandin               | Magnus Sheffield         | Ineos Grenadiers         |
| 3                      | Jasper Philipsen       | Filippo Ganna         | Jasper Philipsen        | Davide Bais                  | Magnus Sheffield         | Ineos Grenadiers         |
| 4                      | Primož Roglič          | Lennard Kämna         | Jasper Philipsen        | Davide Bais                  | João Almeida             | Bora-Hansgrohe           |
| 5                      | Primož Roglič          | Primož Roglič         | Primož Roglič           | Primož Roglič                | João Almeida             | Bora-Hansgrohe           |
| 6                      | Primož Roglič          | Primož Roglič         | Primož Roglič           | Primož Roglič                | João Almeida             | UAE Team Emirates        |
| 7                      | Jasper Philipsen       | Primož Roglič         | Primož Roglič           | Primož Roglič                | João Almeida             | UAE Team Emirates        |
| Classificacions finals | Classificacions finals | Primož Roglič         | Primož Roglič           | Primož Roglič                | João Almeida             | UAE Team Emirates        |

## Llista de participants
| Alpecin-Deceuninck ADC | Alpecin-Deceuninck ADC     | Alpecin-Deceuninck ADC |
| ---------------------- | -------------------------- | ---------------------- |
| Núm                    | Ciclista                   | Pos                    |
| 1                      | Mathieu van der Poel (NED) | 49è                    |
| 2                      | Michael Gogl (AUT)         | NP-2                   |
| 3                      | Jasper Philipsen (BEL)     | 82è                    |
| 4                      | Oscar Riesebeek (NED)      | 143è                   |
| 5                      | Ramon Sinkeldam (NED)      | 126è                   |
| 6                      | Robert Stannard (AUS)      | 51è                    |
| 7                      | Gianni Vermeersch (BEL)    | 65è                    |

| AG2R Citroën Team ACT | AG2R Citroën Team ACT        | AG2R Citroën Team ACT |
| --------------------- | ---------------------------- | --------------------- |
| Núm                   | Ciclista                     | Pos                   |
| 11                    | Ben O'Connor (AUS)           | 13è                   |
| 12                    | Benoît Cosnefroy (FRA)       | 96è                   |
| 13                    | Felix Gall (AUT)             | 16è                   |
| 14                    | Nans Peters (FRA)            | 85è                   |
| 15                    | Michael Schär (SUI)          | 50è                   |
| 16                    | Greg Van Avermaet (BEL)      | 61è                   |
| 17                    | Valentin Paret-Peintre (FRA) | DNF-3                 |

| Astana Qazaqstan Team AST | Astana Qazaqstan Team AST   | Astana Qazaqstan Team AST |
| ------------------------- | --------------------------- | ------------------------- |
| Núm                       | Ciclista                    | Pos                       |
| 21                        | Aleksei Lutsenko (KAZ)      | NP-7                      |
| 22                        | Samuele Battistella (ITA)   | DNF-5                     |
| 23                        | Mark Cavendish (GBR) (ruta) | 121è                      |
| 24                        | Joe Dombrowski (USA)        | 108è                      |
| 25                        | Yevgeniy Fedorov (KAZ)      | 106è                      |
| 26                        | Gleb Syrica                 | 117è                      |
| 27                        | Leonardo Basso (ITA)        | 127è                      |

| Bahrain Victorious TBV | Bahrain Victorious TBV          | Bahrain Victorious TBV |
| ---------------------- | ------------------------------- | ---------------------- |
| Núm                    | Ciclista                        | Pos                    |
| 31                     | Mikel Landa Meana (ESP)         | 7è                     |
| 32                     | Nikias Arndt (GER)              | 66è                    |
| 33                     | Phil Bauhaus (GER)              | 122è                   |
| 34                     | Santiago Buitrago Sánchez (COL) | 36è                    |
| 35                     | Damiano Caruso (ITA)            | 14è                    |
| 36                     | Fran Miholjević (CRO) (crono)   | 110è                   |
| 37                     | Andrea Pasqualon (ITA)          | 71è                    |

| Bora-Hansgrohe BOH | Bora-Hansgrohe BOH          | Bora-Hansgrohe BOH |
| ------------------ | --------------------------- | ------------------ |
| Núm                | Ciclista                    | Pos                |
| 41                 | Jai Hindley (AUS)           | 15è                |
| 42                 | Cesare Benedetti (POL)      | DNF-6              |
| 43                 | Nico Denz (GER)             | 91è                |
| 44                 | Patrick Gamper (AUT)        | 141è               |
| 45                 | Lennard Kämna (GER) (crono) | 4t                 |
| 46                 | Jordi Meeus (BEL)           | 120è               |
| 47                 | Aleksandr Vlàssov           | 9è                 |

| Cofidis COF | Cofidis COF            | Cofidis COF |
| ----------- | ---------------------- | ----------- |
| Núm         | Ciclista               | Pos         |
| 51          | Guillaume Martin (FRA) | 21è         |
| 52          | Davide Cimolai (ITA)   | 109è        |
| 53          | Simone Consonni (ITA)  | 94è         |
| 54          | Victor Lafay (FRA)     | DNF-6       |
| 55          | Anthony Perez (FRA)    | 68è         |
| 56          | Rémy Rochas (FRA)      | DNF-6       |
| 57          | Axel Zingle (FRA)      | 57è         |

| EF Education-EasyPost EFE | EF Education-EasyPost EFE             | EF Education-EasyPost EFE |
| ------------------------- | ------------------------------------- | ------------------------- |
| Núm                       | Ciclista                              | Pos                       |
| 61                        | Jonathan Caicedo Cepeda (ECU) (crono) | NP-5                      |
| 62                        | Andrey Amador Bikkazakova (CRC)       | NP-2                      |
| 63                        | Hugh Carthy (GBR)                     | 8è                        |
| 64                        | Mikkel Frølich Honoré (DEN)           | 38è                       |
| 65                        | Jens Keukeleire (BEL)                 | 67è                       |
| 66                        | Sean Quinn (USA)                      | DNF-6                     |
| 67                        | Julius van den Berg (NED)             | NP-5                      |

| Eolo-Kometa EOK | Eolo-Kometa EOK           | Eolo-Kometa EOK |
| --------------- | ------------------------- | --------------- |
| Núm             | Ciclista                  | Pos             |
| 71              | Lorenzo Fortunato (ITA)   | 26è             |
| 72              | Davide Bais (ITA)         | 140è            |
| 73              | Mattia Bais (ITA)         | 136è            |
| 74              | Erik Fetter (HUN) (crono) | 101è            |
| 75              | Francesco Gavazzi (ITA)   | 80è             |
| 76              | Mirco Maestri (ITA)       | 114è            |
| 77              | Samuele Rivi (ITA)        | 145è            |

| Green Project-Bardiani CSF-Faizanè BCF | Green Project-Bardiani CSF-Faizanè BCF | Green Project-Bardiani CSF-Faizanè BCF |
| -------------------------------------- | -------------------------------------- | -------------------------------------- |
| Núm                                    | Ciclista                               | Pos                                    |
| 81                                     | Alessandro Tonelli (ITA)               | 47è                                    |
| 82                                     | Luca Colnaghi (ITA)                    | 132è                                   |
| 83                                     | Riccardo Lucca (ITA)                   | 144è                                   |
| 84                                     | Filippo Magli (ITA)                    | 129è                                   |
| 85                                     | Alessandro Santaromita (ITA)           | 56è                                    |
| 86                                     | Manuele Tarozzi (ITA)                  | 142è                                   |
| 87                                     | Samuele Zoccarato (ITA)                | 59è                                    |

| Groupama-FDJ GFC | Groupama-FDJ GFC             | Groupama-FDJ GFC |
| ---------------- | ---------------------------- | ---------------- |
| Núm              | Ciclista                     | Pos              |
| 91               | Thibaut Pinot (FRA)          | 10è              |
| 92               | Bruno Armirail (FRA) (crono) | 70è              |
| 93               | Olivier Le Gac (FRA)         | 74è              |
| 94               | Fabian Lienhard (SUI)        | 128è             |
| 95               | Valentin Madouas (FRA)       | 23è              |
| 96               | Quentin Pacher (FRA)         | 40è              |
| 97               | Jake Stewart (GBR)           | 92è              |

| Ineos Grenadiers IGD | Ineos Grenadiers IGD        | Ineos Grenadiers IGD |
| -------------------- | --------------------------- | -------------------- |
| Núm                  | Ciclista                    | Pos                  |
| 101                  | Thymen Arensman (NED)       | 22è                  |
| 102                  | Laurens De Plus (BEL)       | DNF-6                |
| 103                  | Filippo Ganna (ITA) (crono) | 76è                  |
| 104                  | Tao Geoghegan Hart (GBR)    | 3r                   |
| 105                  | Michał Kwiatkowski (POL)    | 90è                  |
| 106                  | Thomas Pidcock (GBR)        | DNF-7                |
| 107                  | Magnus Sheffield (USA)      | 28è                  |

| Intermarché-Circus-Wanty ICW | Intermarché-Circus-Wanty ICW | Intermarché-Circus-Wanty ICW |
| ---------------------------- | ---------------------------- | ---------------------------- |
| Núm                          | Ciclista                     | Pos                          |
| 111                          | Biniam Girmay (ERI) (crono)  | 81è                          |
| 112                          | Sven Erik Bystrøm (NOR)      | 62è                          |
| 113                          | Niccolò Bonifazio (ITA)      | 84è                          |
| 114                          | Lorenzo Rota (ITA)           | 25è                          |
| 115                          | Mike Teunissen (NED)         | 60è                          |
| 116                          | Loïc Vliegen (BEL)           | DNF-5                        |
| 117                          | Georg Zimmermann (GER)       | 48è                          |

| Israel-Premier Tech IPT | Israel-Premier Tech IPT      | Israel-Premier Tech IPT |
| ----------------------- | ---------------------------- | ----------------------- |
| Núm                     | Ciclista                     | Pos                     |
| 121                     | Michael Woods (CAN)          | 20è                     |
| 123                     | Derek Gee (CAN) (crono)      | 41è                     |
| 124                     | Omer Goldstein (ISR) (crono) | 95è                     |
| 125                     | Krists Neilands (LAT)        | 54è                     |
| 126                     | Giacomo Nizzolo (ITA)        | 111è                    |
| 127                     | Mads Würtz Schmidt (DEN)     | 63è                     |

| Jumbo-Visma TJV | Jumbo-Visma TJV            | Jumbo-Visma TJV |
| --------------- | -------------------------- | --------------- |
| Núm             | Ciclista                   | Pos             |
| 131             | Primož Roglič (SLO)        | 1r              |
| 132             | Tiesj Benoot (BEL)         | 34è             |
| 133             | Koen Bouwman (NED)         | 55è             |
| 134             | Wilco Kelderman (NED)      | NP-7            |
| 135             | Attila Valter (HUN) (ruta) | 37è             |
| 136             | Wout van Aert (BEL)        | 53è             |
| 137             | Dylan van Baarle (NED)     | DNF-6           |

| Movistar Team MOV | Movistar Team MOV               | Movistar Team MOV |
| ----------------- | ------------------------------- | ----------------- |
| Núm               | Ciclista                        | Pos               |
| 141               | Enric Mas Nicolau (ESP)         | 6è                |
| 142               | Alexander Aranburu Deba (ESP)   | 45è               |
| 143               | Jorge Arcas (ESP)               | 75è               |
| 144               | Fernando Gaviria Rendón (COL)   | 115è              |
| 145               | Nélson Oliveira (POR)           | 31è               |
| 146               | Albert Torres Barceló (ESP)     | 104è              |
| 147               | Carlos Verona Quintanilla (ESP) | 29è               |

| Q36.5 Pro Cycling Team Q36 | Q36.5 Pro Cycling Team Q36 | Q36.5 Pro Cycling Team Q36 |
| -------------------------- | -------------------------- | -------------------------- |
| Núm                        | Ciclista                   | Pos                        |
| 151                        | Gianluca Brambilla (ITA)   | 42è                        |
| 152                        | Negasi Abreha (ETH)        | 135è                       |
| 153                        | Jack Bauer (NZL)           | 77è                        |
| 154                        | Filippo Conca (ITA)        | DNF-5                      |
| 155                        | Mark Donovan (GBR)         | 46è                        |
| 156                        | Damien Howson (AUS)        | 17è                        |
| 157                        | Matteo Moschetti (ITA)     | 118è                       |

| Soudal Quick-Step SOQ | Soudal Quick-Step SOQ       | Soudal Quick-Step SOQ |
| --------------------- | --------------------------- | --------------------- |
| Núm                   | Ciclista                    | Pos                   |
| 161                   | Julian Alaphilippe (FRA)    | 30è                   |
| 162                   | Andrea Bagioli (ITA)        | 43è                   |
| 163                   | Davide Ballerini (ITA)      | 86è                   |
| 164                   | Dries Devenyns (BEL)        | 146è                  |
| 165                   | Fabio Jakobsen (NED) (ruta) | 125è                  |
| 166                   | Casper Pedersen (DEN)       | 79è                   |
| 167                   | Bert Van Lerberghe (BEL)    | 113è                  |

| Arkéa-Samsic ARK | Arkéa-Samsic ARK                | Arkéa-Samsic ARK |
| ---------------- | ------------------------------- | ---------------- |
| Núm              | Ciclista                        | Pos              |
| 171              | Warren Barguil (FRA)            | 24è              |
| 172              | Nacer Bouhanni (FRA)            | NP-5             |
| 173              | Donavan Grondin (FRA)           | 107è             |
| 174              | Simon Guglielmi (FRA)           | 27è              |
| 175              | Laurent Pichon (FRA)            | 78è              |
| 176              | Cristián Rodríguez Martín (ESP) | 33è              |
| 177              | Clément Russo (FRA)             | 88è              |

| Team Corratec COR | Team Corratec COR          | Team Corratec COR |
| ----------------- | -------------------------- | ----------------- |
| Núm               | Ciclista                   | Pos               |
| 181               | Valerio Conti (ITA)        | 123è              |
| 182               | Stefano Gandin (ITA)       | 137è              |
| 183               | Alessandro Iacchi (ITA)    | DNF-7             |
| 184               | Alexander Konychev (ITA)   | 105è              |
| 185               | Jan Stöckli (SUI)          | 133è              |
| 186               | Nicolás Tivani Pérez (ARG) | 100è              |
| 187               | Attilio Viviani (ITA)      | FC-1              |

| Team DSM DSM | Team DSM DSM                  | Team DSM DSM |
| ------------ | ----------------------------- | ------------ |
| Núm          | Ciclista                      | Pos          |
| 191          | Andreas Leknessund (NOR)      | 18è          |
| 192          | Alberto Dainese (ITA)         | 131è         |
| 193          | Jonas Iversby Hvideberg (NOR) | DNF-6        |
| 194          | Marius Mayrhofer (GER)        | 89è          |
| 195          | Florian Stork (GER)           | 32è          |
| 196          | Henri Vandenabeele (BEL)      | 58è          |
| 197          | Harm Vanhoucke (BEL)          | 19è          |

| Team Jayco AlUla JAY | Team Jayco AlUla JAY       | Team Jayco AlUla JAY |
| -------------------- | -------------------------- | -------------------- |
| Núm                  | Ciclista                   | Pos                  |
| 201                  | Dylan Groenewegen (NED)    | 116è                 |
| 202                  | Alessandro De Marchi (ITA) | 93è                  |
| 203                  | Michael Hepburn (AUS)      | 139è                 |
| 204                  | Jan Maas (NED)             | 134è                 |
| 205                  | Luka Mezgec (SLO)          | 119è                 |
| 206                  | Elmar Reinders (NED)       | 112è                 |
| 207                  | Zdeněk Štybar (CZE)        | 103è                 |

| TotalEnergies TEN | TotalEnergies TEN           | TotalEnergies TEN |
| ----------------- | --------------------------- | ----------------- |
| Núm               | Ciclista                    | Pos               |
| 211               | Peter Sagan (SVK) (ruta)    | 98è               |
| 212               | Maciej Bodnar (POL) (crono) | NP-6              |
| 213               | Mathieu Burgaudeau (FRA)    | DNF-6             |
| 214               | Steff Cras (BEL)            | NP-7              |
| 215               | Valentin Ferron (FRA)       | 69è               |
| 216               | Daniel Oss (ITA)            | 87è               |
| 217               | Julien Simon (FRA)          | NP-5              |

| Trek-Segafredo TFS | Trek-Segafredo TFS           | Trek-Segafredo TFS |
| ------------------ | ---------------------------- | ------------------ |
| Núm                | Ciclista                     | Pos                |
| 221                | Giulio Ciccone (ITA)         | 5è                 |
| 222                | Dario Cataldo (ITA)          | 64è                |
| 223                | Amanuel Gebrezgabihier (ERI) | 138è               |
| 224                | Markus Hoelgaard (NOR)       | 83è                |
| 225                | Quinn Simmons (USA)          | 72è                |
| 226                | Toms Skujiņš (LAT) (crono)   | 39è                |
| 227                | Edward Theuns (BEL)          | 99è                |

| Tudor Pro Cycling Team TUD | Tudor Pro Cycling Team TUD  | Tudor Pro Cycling Team TUD |
| -------------------------- | --------------------------- | -------------------------- |
| Núm                        | Ciclista                    | Pos                        |
| 231                        | Sébastien Reichenbach (SUI) | DNF-7                      |
| 232                        | Tom Bohli (SUI)             | 130è                       |
| 233                        | Lucas Eriksson (SWE) (ruta) | 97è                        |
| 234                        | Arthur Kluckers (LUX)       | 73è                        |
| 235                        | Simon Pellaud (SUI)         | 147è                       |
| 236                        | Roland Thalmann (SUI)       | 102è                       |
| 237                        | Yannis Voisard (SUI)        | 52è                        |

| UAE Team Emirates UAD | UAE Team Emirates UAD            | UAE Team Emirates UAD |
| --------------------- | -------------------------------- | --------------------- |
| Núm                   | Ciclista                         | Pos                   |
| 241                   | Adam Yates (GBR)                 | 11è                   |
| 242                   | George Bennett (NZL)             | 44è                   |
| 243                   | Alessandro Covi (ITA)            | DNF-6                 |
| 244                   | Davide Formolo (ITA)             | 35è                   |
| 245                   | João Almeida (POR) (ruta)        | 2n                    |
| 246                   | Brandon McNulty (USA)            | 12è                   |
| 247                   | Sebastián Molano Benavides (COL) | 124è                  |

| Alpecin-Deceuninck ADC | Alpecin-Deceuninck ADC     | Alpecin-Deceuninck ADC |
| ---------------------- | -------------------------- | ---------------------- |
| Núm                    | Ciclista                   | Pos                    |
| 1                      | Mathieu van der Poel (NED) | 49è                    |
| 2                      | Michael Gogl (AUT)         | NP-2                   |
| 3                      | Jasper Philipsen (BEL)     | 82è                    |
| 4                      | Oscar Riesebeek (NED)      | 143è                   |
| 5                      | Ramon Sinkeldam (NED)      | 126è                   |
| 6                      | Robert Stannard (AUS)      | 51è                    |
| 7                      | Gianni Vermeersch (BEL)    | 65è                    |

| AG2R Citroën Team ACT | AG2R Citroën Team ACT        | AG2R Citroën Team ACT |
| --------------------- | ---------------------------- | --------------------- |
| Núm                   | Ciclista                     | Pos                   |
| 11                    | Ben O'Connor (AUS)           | 13è                   |
| 12                    | Benoît Cosnefroy (FRA)       | 96è                   |
| 13                    | Felix Gall (AUT)             | 16è                   |
| 14                    | Nans Peters (FRA)            | 85è                   |
| 15                    | Michael Schär (SUI)          | 50è                   |
| 16                    | Greg Van Avermaet (BEL)      | 61è                   |
| 17                    | Valentin Paret-Peintre (FRA) | DNF-3                 |

| Astana Qazaqstan Team AST | Astana Qazaqstan Team AST   | Astana Qazaqstan Team AST |
| ------------------------- | --------------------------- | ------------------------- |
| Núm                       | Ciclista                    | Pos                       |
| 21                        | Aleksei Lutsenko (KAZ)      | NP-7                      |
| 22                        | Samuele Battistella (ITA)   | DNF-5                     |
| 23                        | Mark Cavendish (GBR) (ruta) | 121è                      |
| 24                        | Joe Dombrowski (USA)        | 108è                      |
| 25                        | Yevgeniy Fedorov (KAZ)      | 106è                      |
| 26                        | Gleb Syrica                 | 117è                      |
| 27                        | Leonardo Basso (ITA)        | 127è                      |

| Bahrain Victorious TBV | Bahrain Victorious TBV          | Bahrain Victorious TBV |
| ---------------------- | ------------------------------- | ---------------------- |
| Núm                    | Ciclista                        | Pos                    |
| 31                     | Mikel Landa Meana (ESP)         | 7è                     |
| 32                     | Nikias Arndt (GER)              | 66è                    |
| 33                     | Phil Bauhaus (GER)              | 122è                   |
| 34                     | Santiago Buitrago Sánchez (COL) | 36è                    |
| 35                     | Damiano Caruso (ITA)            | 14è                    |
| 36                     | Fran Miholjević (CRO) (crono)   | 110è                   |
| 37                     | Andrea Pasqualon (ITA)          | 71è                    |

| Bora-Hansgrohe BOH | Bora-Hansgrohe BOH          | Bora-Hansgrohe BOH |
| ------------------ | --------------------------- | ------------------ |
| Núm                | Ciclista                    | Pos                |
| 41                 | Jai Hindley (AUS)           | 15è                |
| 42                 | Cesare Benedetti (POL)      | DNF-6              |
| 43                 | Nico Denz (GER)             | 91è                |
| 44                 | Patrick Gamper (AUT)        | 141è               |
| 45                 | Lennard Kämna (GER) (crono) | 4t                 |
| 46                 | Jordi Meeus (BEL)           | 120è               |
| 47                 | Aleksandr Vlàssov           | 9è                 |

| Cofidis COF | Cofidis COF            | Cofidis COF |
| ----------- | ---------------------- | ----------- |
| Núm         | Ciclista               | Pos         |
| 51          | Guillaume Martin (FRA) | 21è         |
| 52          | Davide Cimolai (ITA)   | 109è        |
| 53          | Simone Consonni (ITA)  | 94è         |
| 54          | Victor Lafay (FRA)     | DNF-6       |
| 55          | Anthony Perez (FRA)    | 68è         |
| 56          | Rémy Rochas (FRA)      | DNF-6       |
| 57          | Axel Zingle (FRA)      | 57è         |

| EF Education-EasyPost EFE | EF Education-EasyPost EFE             | EF Education-EasyPost EFE |
| ------------------------- | ------------------------------------- | ------------------------- |
| Núm                       | Ciclista                              | Pos                       |
| 61                        | Jonathan Caicedo Cepeda (ECU) (crono) | NP-5                      |
| 62                        | Andrey Amador Bikkazakova (CRC)       | NP-2                      |
| 63                        | Hugh Carthy (GBR)                     | 8è                        |
| 64                        | Mikkel Frølich Honoré (DEN)           | 38è                       |
| 65                        | Jens Keukeleire (BEL)                 | 67è                       |
| 66                        | Sean Quinn (USA)                      | DNF-6                     |
| 67                        | Julius van den Berg (NED)             | NP-5                      |

| Eolo-Kometa EOK | Eolo-Kometa EOK           | Eolo-Kometa EOK |
| --------------- | ------------------------- | --------------- |
| Núm             | Ciclista                  | Pos             |
| 71              | Lorenzo Fortunato (ITA)   | 26è             |
| 72              | Davide Bais (ITA)         | 140è            |
| 73              | Mattia Bais (ITA)         | 136è            |
| 74              | Erik Fetter (HUN) (crono) | 101è            |
| 75              | Francesco Gavazzi (ITA)   | 80è             |
| 76              | Mirco Maestri (ITA)       | 114è            |
| 77              | Samuele Rivi (ITA)        | 145è            |

| Green Project-Bardiani CSF-Faizanè BCF | Green Project-Bardiani CSF-Faizanè BCF | Green Project-Bardiani CSF-Faizanè BCF |
| -------------------------------------- | -------------------------------------- | -------------------------------------- |
| Núm                                    | Ciclista                               | Pos                                    |
| 81                                     | Alessandro Tonelli (ITA)               | 47è                                    |
| 82                                     | Luca Colnaghi (ITA)                    | 132è                                   |
| 83                                     | Riccardo Lucca (ITA)                   | 144è                                   |
| 84                                     | Filippo Magli (ITA)                    | 129è                                   |
| 85                                     | Alessandro Santaromita (ITA)           | 56è                                    |
| 86                                     | Manuele Tarozzi (ITA)                  | 142è                                   |
| 87                                     | Samuele Zoccarato (ITA)                | 59è                                    |

| Groupama-FDJ GFC | Groupama-FDJ GFC             | Groupama-FDJ GFC |
| ---------------- | ---------------------------- | ---------------- |
| Núm              | Ciclista                     | Pos              |
| 91               | Thibaut Pinot (FRA)          | 10è              |
| 92               | Bruno Armirail (FRA) (crono) | 70è              |
| 93               | Olivier Le Gac (FRA)         | 74è              |
| 94               | Fabian Lienhard (SUI)        | 128è             |
| 95               | Valentin Madouas (FRA)       | 23è              |
| 96               | Quentin Pacher (FRA)         | 40è              |
| 97               | Jake Stewart (GBR)           | 92è              |

| Ineos Grenadiers IGD | Ineos Grenadiers IGD        | Ineos Grenadiers IGD |
| -------------------- | --------------------------- | -------------------- |
| Núm                  | Ciclista                    | Pos                  |
| 101                  | Thymen Arensman (NED)       | 22è                  |
| 102                  | Laurens De Plus (BEL)       | DNF-6                |
| 103                  | Filippo Ganna (ITA) (crono) | 76è                  |
| 104                  | Tao Geoghegan Hart (GBR)    | 3r                   |
| 105                  | Michał Kwiatkowski (POL)    | 90è                  |
| 106                  | Thomas Pidcock (GBR)        | DNF-7                |
| 107                  | Magnus Sheffield (USA)      | 28è                  |

| Intermarché-Circus-Wanty ICW | Intermarché-Circus-Wanty ICW | Intermarché-Circus-Wanty ICW |
| ---------------------------- | ---------------------------- | ---------------------------- |
| Núm                          | Ciclista                     | Pos                          |
| 111                          | Biniam Girmay (ERI) (crono)  | 81è                          |
| 112                          | Sven Erik Bystrøm (NOR)      | 62è                          |
| 113                          | Niccolò Bonifazio (ITA)      | 84è                          |
| 114                          | Lorenzo Rota (ITA)           | 25è                          |
| 115                          | Mike Teunissen (NED)         | 60è                          |
| 116                          | Loïc Vliegen (BEL)           | DNF-5                        |
| 117                          | Georg Zimmermann (GER)       | 48è                          |

| Israel-Premier Tech IPT | Israel-Premier Tech IPT      | Israel-Premier Tech IPT |
| ----------------------- | ---------------------------- | ----------------------- |
| Núm                     | Ciclista                     | Pos                     |
| 121                     | Michael Woods (CAN)          | 20è                     |
| 123                     | Derek Gee (CAN) (crono)      | 41è                     |
| 124                     | Omer Goldstein (ISR) (crono) | 95è                     |
| 125                     | Krists Neilands (LAT)        | 54è                     |
| 126                     | Giacomo Nizzolo (ITA)        | 111è                    |
| 127                     | Mads Würtz Schmidt (DEN)     | 63è                     |

| Jumbo-Visma TJV | Jumbo-Visma TJV            | Jumbo-Visma TJV |
| --------------- | -------------------------- | --------------- |
| Núm             | Ciclista                   | Pos             |
| 131             | Primož Roglič (SLO)        | 1r              |
| 132             | Tiesj Benoot (BEL)         | 34è             |
| 133             | Koen Bouwman (NED)         | 55è             |
| 134             | Wilco Kelderman (NED)      | NP-7            |
| 135             | Attila Valter (HUN) (ruta) | 37è             |
| 136             | Wout van Aert (BEL)        | 53è             |
| 137             | Dylan van Baarle (NED)     | DNF-6           |

| Movistar Team MOV | Movistar Team MOV               | Movistar Team MOV |
| ----------------- | ------------------------------- | ----------------- |
| Núm               | Ciclista                        | Pos               |
| 141               | Enric Mas Nicolau (ESP)         | 6è                |
| 142               | Alexander Aranburu Deba (ESP)   | 45è               |
| 143               | Jorge Arcas (ESP)               | 75è               |
| 144               | Fernando Gaviria Rendón (COL)   | 115è              |
| 145               | Nélson Oliveira (POR)           | 31è               |
| 146               | Albert Torres Barceló (ESP)     | 104è              |
| 147               | Carlos Verona Quintanilla (ESP) | 29è               |

| Q36.5 Pro Cycling Team Q36 | Q36.5 Pro Cycling Team Q36 | Q36.5 Pro Cycling Team Q36 |
| -------------------------- | -------------------------- | -------------------------- |
| Núm                        | Ciclista                   | Pos                        |
| 151                        | Gianluca Brambilla (ITA)   | 42è                        |
| 152                        | Negasi Abreha (ETH)        | 135è                       |
| 153                        | Jack Bauer (NZL)           | 77è                        |
| 154                        | Filippo Conca (ITA)        | DNF-5                      |
| 155                        | Mark Donovan (GBR)         | 46è                        |
| 156                        | Damien Howson (AUS)        | 17è                        |
| 157                        | Matteo Moschetti (ITA)     | 118è                       |

| Soudal Quick-Step SOQ | Soudal Quick-Step SOQ       | Soudal Quick-Step SOQ |
| --------------------- | --------------------------- | --------------------- |
| Núm                   | Ciclista                    | Pos                   |
| 161                   | Julian Alaphilippe (FRA)    | 30è                   |
| 162                   | Andrea Bagioli (ITA)        | 43è                   |
| 163                   | Davide Ballerini (ITA)      | 86è                   |
| 164                   | Dries Devenyns (BEL)        | 146è                  |
| 165                   | Fabio Jakobsen (NED) (ruta) | 125è                  |
| 166                   | Casper Pedersen (DEN)       | 79è                   |
| 167                   | Bert Van Lerberghe (BEL)    | 113è                  |

| Arkéa-Samsic ARK | Arkéa-Samsic ARK                | Arkéa-Samsic ARK |
| ---------------- | ------------------------------- | ---------------- |
| Núm              | Ciclista                        | Pos              |
| 171              | Warren Barguil (FRA)            | 24è              |
| 172              | Nacer Bouhanni (FRA)            | NP-5             |
| 173              | Donavan Grondin (FRA)           | 107è             |
| 174              | Simon Guglielmi (FRA)           | 27è              |
| 175              | Laurent Pichon (FRA)            | 78è              |
| 176              | Cristián Rodríguez Martín (ESP) | 33è              |
| 177              | Clément Russo (FRA)             | 88è              |

| Team Corratec COR | Team Corratec COR          | Team Corratec COR |
| ----------------- | -------------------------- | ----------------- |
| Núm               | Ciclista                   | Pos               |
| 181               | Valerio Conti (ITA)        | 123è              |
| 182               | Stefano Gandin (ITA)       | 137è              |
| 183               | Alessandro Iacchi (ITA)    | DNF-7             |
| 184               | Alexander Konychev (ITA)   | 105è              |
| 185               | Jan Stöckli (SUI)          | 133è              |
| 186               | Nicolás Tivani Pérez (ARG) | 100è              |
| 187               | Attilio Viviani (ITA)      | FC-1              |

| Team DSM DSM | Team DSM DSM                  | Team DSM DSM |
| ------------ | ----------------------------- | ------------ |
| Núm          | Ciclista                      | Pos          |
| 191          | Andreas Leknessund (NOR)      | 18è          |
| 192          | Alberto Dainese (ITA)         | 131è         |
| 193          | Jonas Iversby Hvideberg (NOR) | DNF-6        |
| 194          | Marius Mayrhofer (GER)        | 89è          |
| 195          | Florian Stork (GER)           | 32è          |
| 196          | Henri Vandenabeele (BEL)      | 58è          |
| 197          | Harm Vanhoucke (BEL)          | 19è          |

| Team Jayco AlUla JAY | Team Jayco AlUla JAY       | Team Jayco AlUla JAY |
| -------------------- | -------------------------- | -------------------- |
| Núm                  | Ciclista                   | Pos                  |
| 201                  | Dylan Groenewegen (NED)    | 116è                 |
| 202                  | Alessandro De Marchi (ITA) | 93è                  |
| 203                  | Michael Hepburn (AUS)      | 139è                 |
| 204                  | Jan Maas (NED)             | 134è                 |
| 205                  | Luka Mezgec (SLO)          | 119è                 |
| 206                  | Elmar Reinders (NED)       | 112è                 |
| 207                  | Zdeněk Štybar (CZE)        | 103è                 |

| TotalEnergies TEN | TotalEnergies TEN           | TotalEnergies TEN |
| ----------------- | --------------------------- | ----------------- |
| Núm               | Ciclista                    | Pos               |
| 211               | Peter Sagan (SVK) (ruta)    | 98è               |
| 212               | Maciej Bodnar (POL) (crono) | NP-6              |
| 213               | Mathieu Burgaudeau (FRA)    | DNF-6             |
| 214               | Steff Cras (BEL)            | NP-7              |
| 215               | Valentin Ferron (FRA)       | 69è               |
| 216               | Daniel Oss (ITA)            | 87è               |
| 217               | Julien Simon (FRA)          | NP-5              |

| Trek-Segafredo TFS | Trek-Segafredo TFS           | Trek-Segafredo TFS |
| ------------------ | ---------------------------- | ------------------ |
| Núm                | Ciclista                     | Pos                |
| 221                | Giulio Ciccone (ITA)         | 5è                 |
| 222                | Dario Cataldo (ITA)          | 64è                |
| 223                | Amanuel Gebrezgabihier (ERI) | 138è               |
| 224                | Markus Hoelgaard (NOR)       | 83è                |
| 225                | Quinn Simmons (USA)          | 72è                |
| 226                | Toms Skujiņš (LAT) (crono)   | 39è                |
| 227                | Edward Theuns (BEL)          | 99è                |

| Tudor Pro Cycling Team TUD | Tudor Pro Cycling Team TUD  | Tudor Pro Cycling Team TUD |
| -------------------------- | --------------------------- | -------------------------- |
| Núm                        | Ciclista                    | Pos                        |
| 231                        | Sébastien Reichenbach (SUI) | DNF-7                      |
| 232                        | Tom Bohli (SUI)             | 130è                       |
| 233                        | Lucas Eriksson (SWE) (ruta) | 97è                        |
| 234                        | Arthur Kluckers (LUX)       | 73è                        |
| 235                        | Simon Pellaud (SUI)         | 147è                       |
| 236                        | Roland Thalmann (SUI)       | 102è                       |
| 237                        | Yannis Voisard (SUI)        | 52è                        |

| UAE Team Emirates UAD | UAE Team Emirates UAD            | UAE Team Emirates UAD |
| --------------------- | -------------------------------- | --------------------- |
| Núm                   | Ciclista                         | Pos                   |
| 241                   | Adam Yates (GBR)                 | 11è                   |
| 242                   | George Bennett (NZL)             | 44è                   |
| 243                   | Alessandro Covi (ITA)            | DNF-6                 |
| 244                   | Davide Formolo (ITA)             | 35è                   |
| 245                   | João Almeida (POR) (ruta)        | 2n                    |
| 246                   | Brandon McNulty (USA)            | 12è                   |
| 247                   | Sebastián Molano Benavides (COL) | 124è                  |